# Christkönigkirche (Gorzów Wielkopolski)

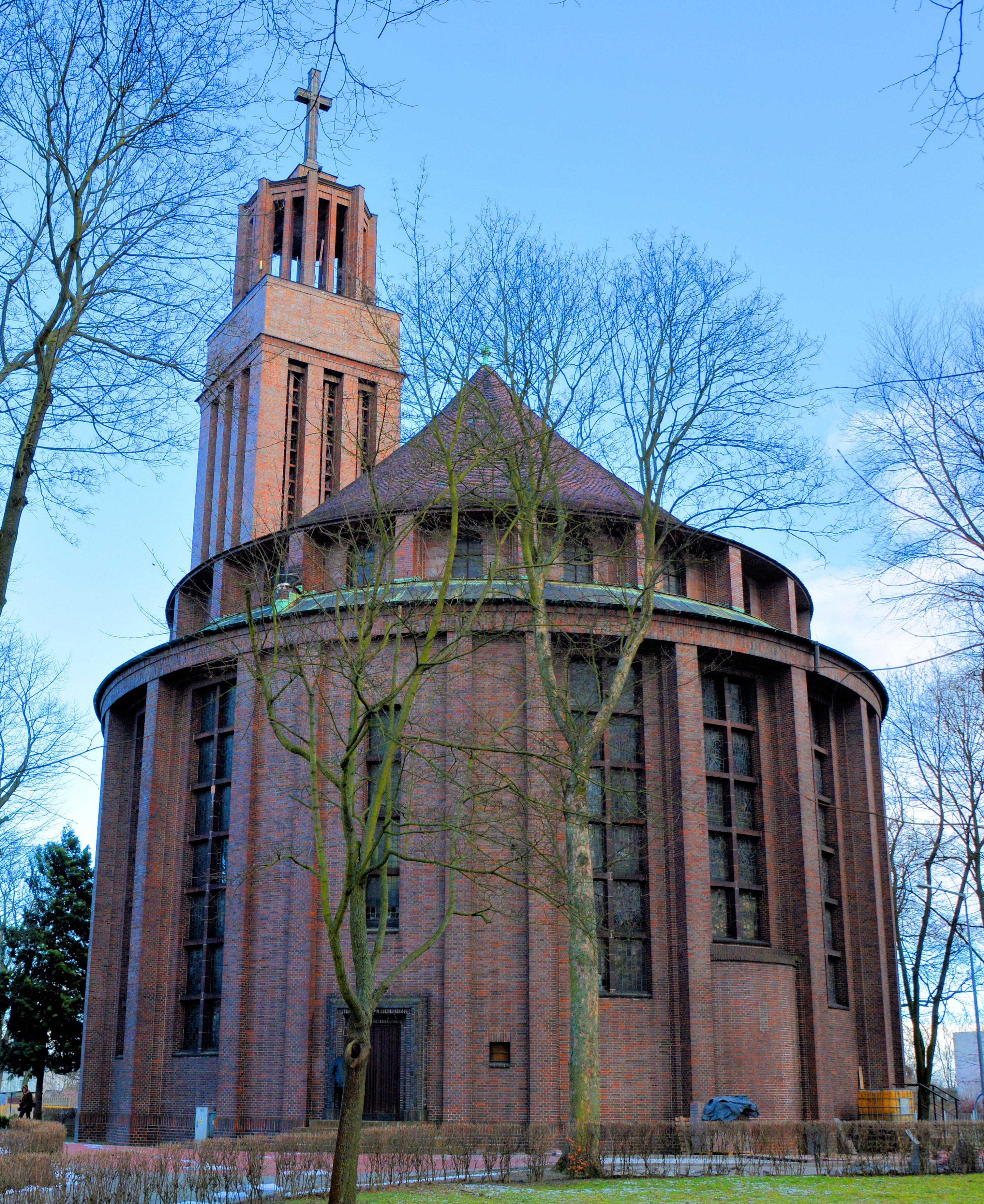
Christkönigkirche Landsberg

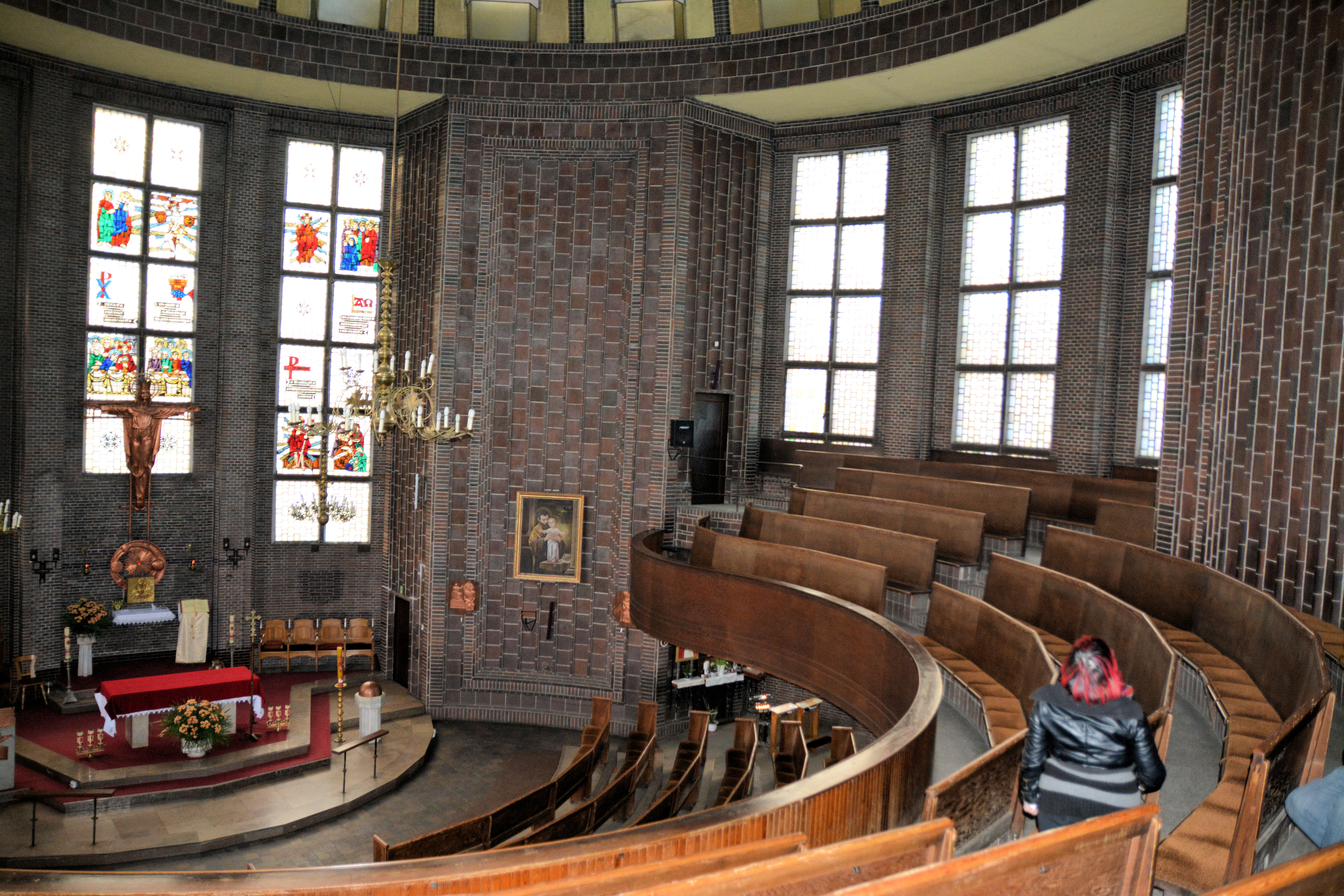
Innenraum

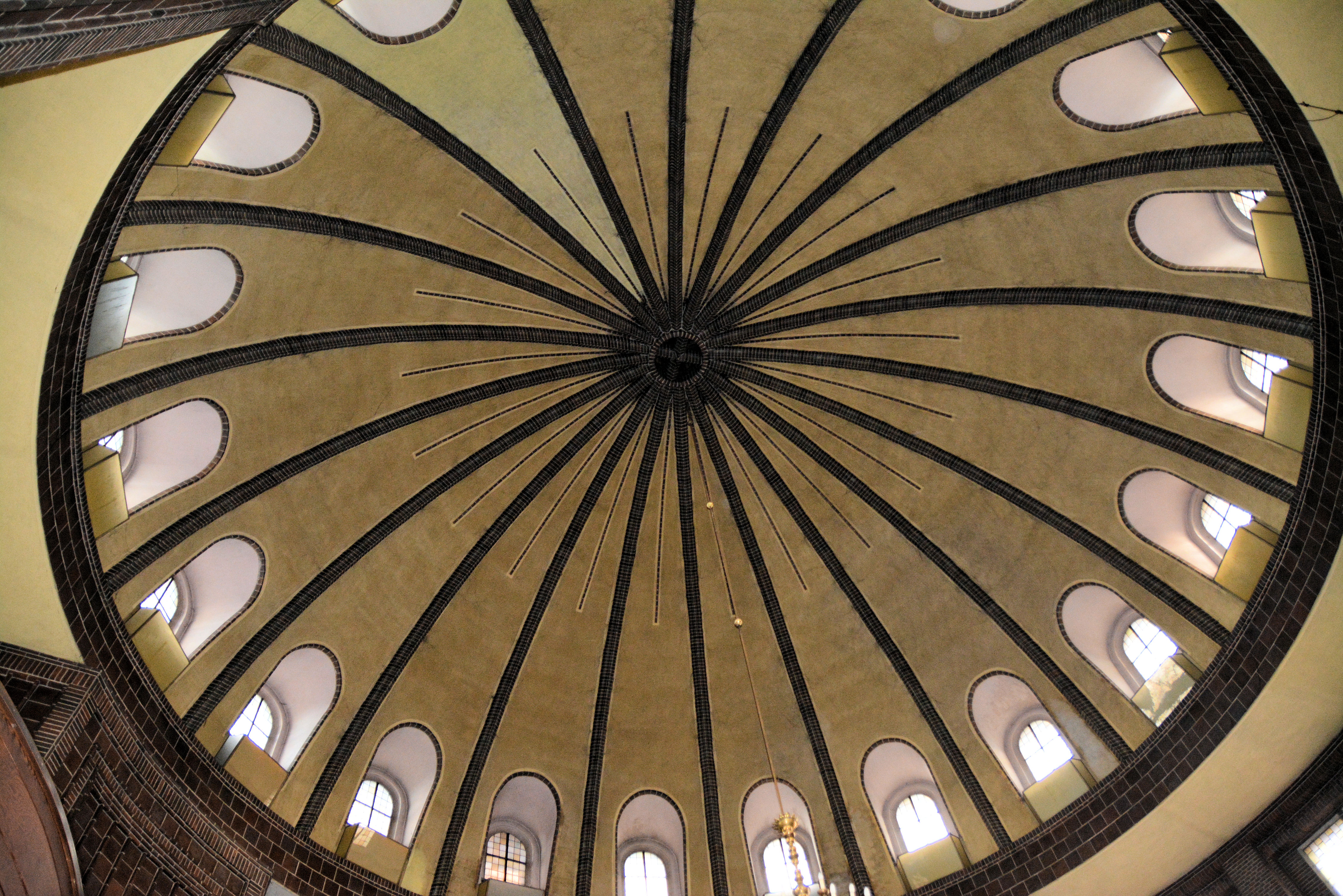
Kuppel

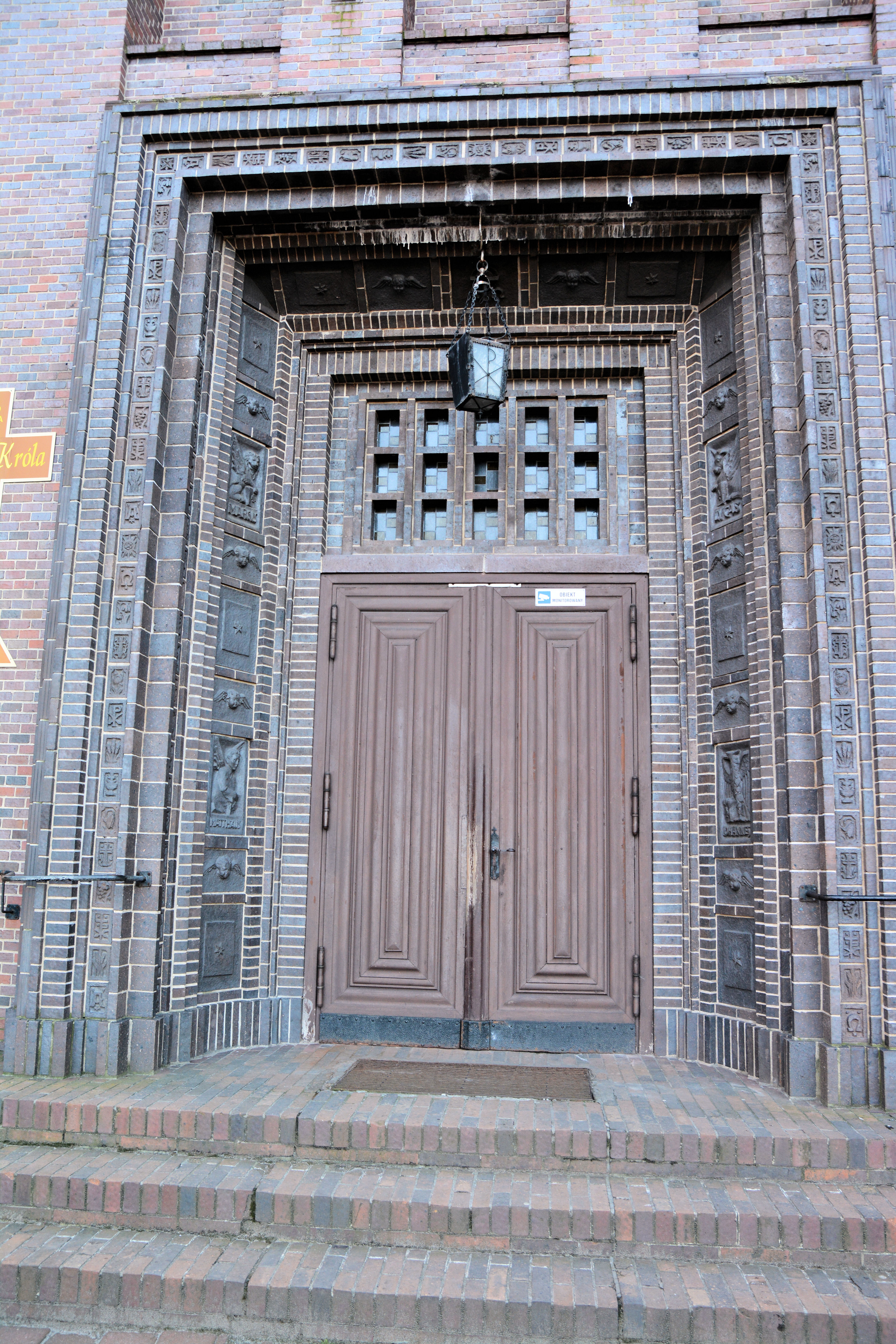
Portal

Die Christkönigkirche (polnisch: Kościół pw. Chrystusa Króla) ist eine römisch-katholische Kirche in Gorzów Wielkopolski (deutsch: Landsberg an der Warthe), einer Stadt in der polnischen Woiwodschaft Lebus. Die 1929/30 erbaute Kirche diente als Martin-Luther-Kirche ursprünglich der evangelischen Gemeinde von Landsberg.

## Geschichte
Der Bau der evangelischen Martin-Luther-Kirche ging bereits vor 1914 auf die Initiative des ersten Pfarrers des sich schnell entwickelnden Industrieviertels, Paul Textor, zurück, jedoch kam es durch den Ausbruch des Ersten Weltkriegs und der nachfolgenden Weltwirtschaftskrise nicht mehr zur Umsetzung des Projekts. Erst ab 1928 konnte nach verändertem Plan der Kirchenbau nach dem Entwurf des Leiters des Kirchlichen Bauamtes des Evangelischen Konsistoriums Brandenburg, Curt Steinberg, zum Preis von 270.000 Reichsmark ausgeführt werden, ihre Einweihung fand am 14. Dezember 1930 – zwei Tage nach dem 50. Geburtstag des Architekten – statt. Nach der Vertreibung der Deutschen ab 1945 wurde die bisherige Martin-Luther-Kirche der Römisch-katholischen Kirche in Polen zur Gründung einer neuen Pfarrei unter dem Namen Christkönigkirche übergeben und liturgisch adaptiert.
Im Juni 1997 besuchte Papst Johannes Paul II. die Kirche, zu welchem Anlass die Farbverglasung im Chor der Kirche angefertigt wurden.

## Architektur
Die Landsberger Kirche entstand in unmittelbarem zeitlichen Anschluss an die 1926–1928 ebenfalls von Steinberg erbaute Georgenkirche in Frankfurt an der Oder. Wie dort ist die Landsberger Kirche als ein kreisförmiger Zentralbau in Klinkerbauweise im expressionistischen Stil errichtet. Dem Kirchenbau ist ostseitig ein Turmbau mit offener Laterne mit aufgesetztem Kreuz angegliedert. Durch den Einbau von geschlossenen Räumen zur Aufnahme der Treppen zu den Emporen ergibt sich im Kirchenraum eine Überlagerung des Kreisgrundrisses mit einer Kreuzform, die durch die maßwerkartig ausgebildeten dreibahnigen Fenster räumlich wirksam wird. Abgeschlossen wird der Kirchenraum durch ein Kuppelgewölbe mit zwanzigteiliger Rippenfiguration.
In konstruktiver Hinsicht ist der Kirchenbau eine reine Stahlkonstruktion, deren Doppel-T-Träger mit Klinker umkleidet sind, wobei die Skelettbauweise im Außenbau erfahrbar bleibt. In gleicher Weise ist das Kuppelgewölbe als eine mit Platten verblendete Stahlkonstruktion mit aufgelegter Rippenstriktur entworfen.
Bei ihrer Fertigstellung 1930 erhielt die Kirche drei Glocken der Mitteldeutschen Stahlwerke in Lauchhammer.